# 川俣直樹
川俣 直樹（かわまた なおき、1985年10月31日 - ）は、日本代表キャップ18を持つ元ラグビー選手。

## プロフィール
- 東京都出身。
- ポジションはプロップ(PR)。
- 身長 184cm、体重 118kg
- 日本代表キャップは18。（2015年9月現在）
- 弟の晃人もラグビー選手（現・三重ホンダヒート）[1]。
- U23日本代表候補に選ばれたことがある[2]。

## 経歴
15歳からラグビーを始めた。
2004年、正智深谷高校卒業後、明治大学へ入る。
2008年、明治大学卒業後、三洋電機ワイルドナイツ(現・埼玉パナソニックワイルドナイツ)へ加入。同年9月13日に行われたジャパンラグビートップリーグ第2節のヤマハ発動機ジュビロ戦にて途中出場で公式戦初出場を果たす。また同年11月20日、日本代表に初招集を受けた。
2011年、ラグビーワールドカップ2011の日本代表に選出された。なおワールドカップでは1試合に出場した。
2017年、豊田自動織機シャトルズ(現・豊田自動織機シャトルズ愛知)に加入。同年9月にはトップリーグ通算100試合出場達成
2019年、三菱重工相模原ダイナボアーズに加入。
2023年5月、リーグワン第2年度2022-23シーズンをもって引退。